# Шипохвіст Бента
Шипохвіст Бента (Uromastyx benti) — представник роду Шипохвостів з родини Агамових. Інша назва «веселковий шипохвіст».

## Опис
Загальна довжина сягає 39 см. Луска на голові, тулубі та кінцівках невелика й гладенька, тільки гомілки вкриті шипастою або кілеватою лускою. На передньому краї зовнішнього слухового отвору є збільшена зубчаста луска. Стегнові пори відсутні. Хвіст порівняно довгий (близько 85 % довжини тіла) та вузький, дещо стиснутий, має на верхній стороні 22-27 поперечних рядків луски з шипами, при цьому центральна луска кожного рядку кілевата і не має вираженого шипа.
Колір шкіри оливковий або коричнево-оливковий. На спині і шиї розташовано 5—8 поперечних рядків округлих плям кольору слонової кістки з темно—коричневою облямівкою. Проміжки між рядами заповнені красивим малюнком, який складається з темних хвилястих, переривчастих ліній, що перехрещуються. Задні кінцівки і верхня поверхня хвоста жовтувато-помаранчеві. У самців нижня щелепа, горло, груди і плечі темно—сині або майже чорні, боки й нижня сторона передніх кінцівок в період парування бірюзові. У самок нижня сторона голови та шиї, а також груди білуватого забарвлення з мармуровим малюнком, в цілому самки виглядають блідіше і тьмяніше, ніж самці. Дитинчата жовтувато-коричневі з поперечними рядами темних і світлих смуг, облямованих на спині і боках.

## Спосіб життя
Полюбляє скельні, кам'янисті місцини, переважно на узбережжі. Ховається у власних норах. Харчується рослинною їжею.
Це яйцекладна ящірка. парування починається у січні, в травні самки відкладають 6-10 яєць. Через 106—111 днів з'являються молоді шипохвости вагою 7-8 грам та завдовжки 7-10 см.

## Розповсюдження
Мешкає в Ємені, на південному заході Оману, півдні Саудівської Аравії.